# Quiçama
Quiçama, Kissama o Kisama (pronunciació bantu) és un municipi de la província de Luanda. Pel decret 29/11 de l'1 de setembre de 2011 aquest municipi i el d'Ícolo e Bengo foren moguts de la província de Bengo a la província de Luanda, juntament amb els de Luanda, Belas, Cazenga, Cacuaco i Viana. La transferència fou signada el 2 d'abril de 2012 a Catete pel governador de la província de Luanda, Bento Bento, i João Miranda, de Bengo, en presència del ministre d'administració territorial, Bornito de Sousa.
Té una extensió de 12.046 km² i 25.086 habitants 3l 2014. La seu és la comuna de Muxima. Limita al nord amb els municipis de Viana i Ícolo e Bengo, a l'est amb Cambambe, Libolo i Quibala, al sud amb Quilenda i Porto Amboim, i a l'oest amb l'oceà Atlàntic. Part del territori és ocupat pel Parc Nacional de Kissama.

## Subdivisions
El municipi és compost de comunas:
- Quissama
- Demba Chio
- Mumbondo
- Quixinge